# Kambrické pohoří
Kambrické pohoří (Cambrian Mountains, velšsky Mynyddoedd Cambria) je pohoří ve Walesu, na jihozápadě Velké Británie. Původně byl tento termín používán obecně pro většinu horských oblastí Walesu. Počínaje 50. léty 20. století se takto označují pahorkatiny ve středním Walesu, ve velštině známé jako Elenydd, která se rozkládá od Plynlimon po Mynydd Mallaen. Oblastí protékají řeky Severn a Wye. Oblast byla v šedesátých a sedmdesátých letech neúspěšně navrhována pro zařazení mezi národní parky.

## Geografie
Kambrické pohoří se rozkládá na většině území Walesu, více v severní části. Nejvyšší horou je Snowdon (1 085 m) ležící na severozápadě. Pohoří je tvořeno širokými plochými horskými hřbety. Jižní část pohoří je více plochá, rozdělená hlubokými údolími řek. Velká část pohoří je zalesněna, místy se vyskytují močály.

## Geologie
Pohoří vzniklo kaledonským a variským vrásněním v prvohorách. Mladší variské vrstvy se nachází na jihu pohoří. Na jižním úpatí pohoří se nachází karbonská sedimentační pánev se zásobami černého uhlí.

## Vrcholy

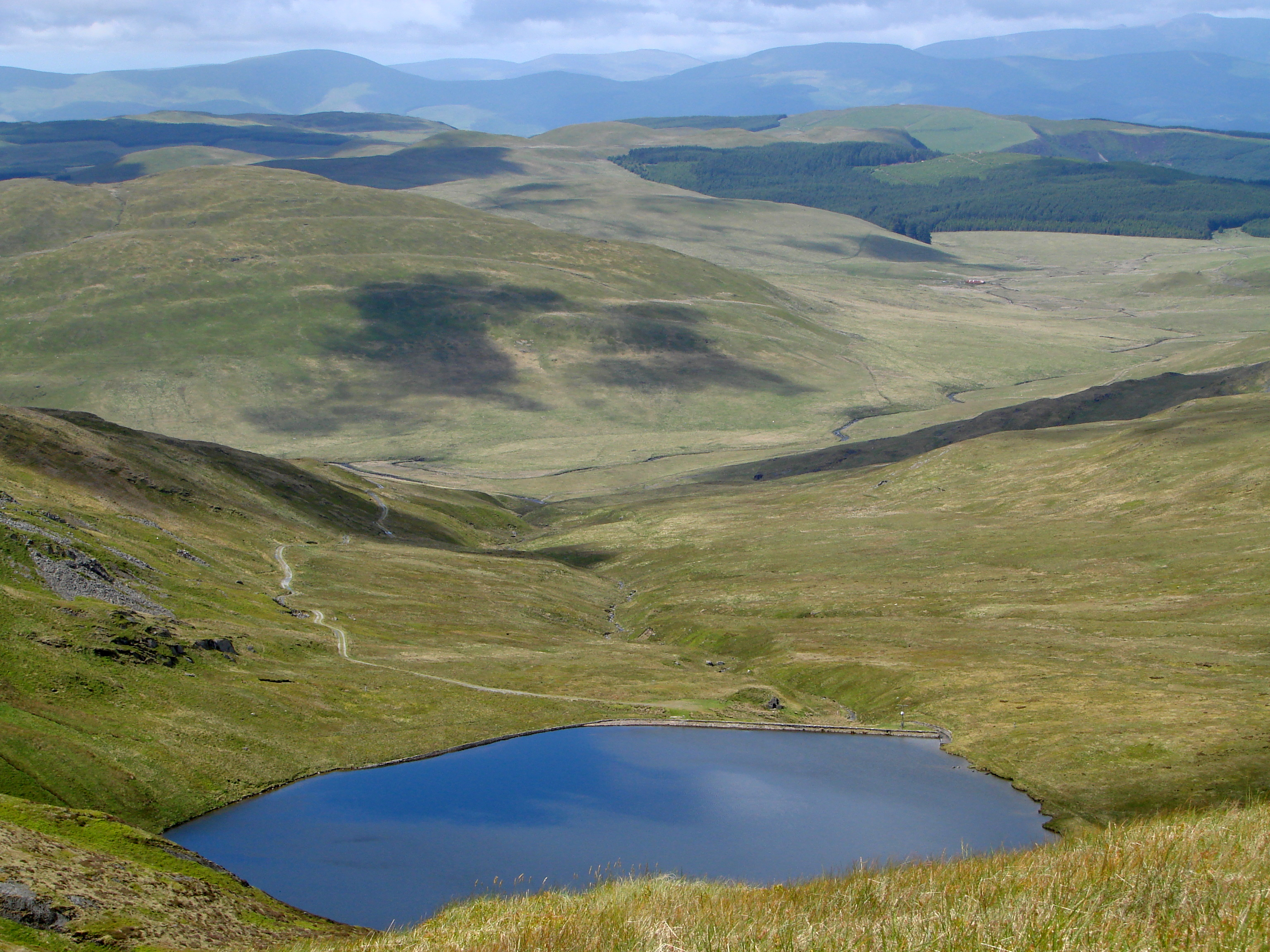
Pohled ze svahu hory Plynlimon

- Plynlimon
- Rhos Fawr
- Drygarn Fawr
- Gorllwyn
- Pen y Garn
- Llan Ddu Fawr
- Pegwn Mawr
- Siambr Trawsfynydd